# Gudum Kloster
Gudum Kloster er et tidligere nonnekloster og siden reformationen en herregård, beliggende i Gudum Sogn i Lemvig Kommune. Klosteret hørte under Benediktinerordenen og nævnes første gang i et testamente fra 1268. Navnet "Gudum" betyder gudhjem og kan stamme helt tilbage fra vikingetiden. 
I 1484 fik nonnerne tilladelse fra biskop Hartvig i Ribe til at flytte klosteret hen til sognekirken Gudum Kirke, da en oversvømmelse havde ødelagt klosterets kapel og flere andre bygninger. I den forbindelse blev sognekirken ombygget til klosterkirke. 
Gudum Kloster er på 161 hektar

## Ejere af Gudum Kloster
- (Ca. 1260-1536) Benediktinerordenen
- (1536-1717) Kronen
- (1717-1732) Andreas Rasch
- (1732-1751) Mads Christensen Staby
- (1751-1752) Maren Madsdatter Staby gift Vedel (datter)
- (1752-1757) Johan Frederik Vedel (svigersøn)
- (1757-1762) Lars Johan Jelstrup
- (1762-1784) Christen Olesen
- (1784-1821) Iver Olesen (søn)
- (1821-1851) Christen Olesen (søn)
- (1851-1882) Iver Olesen (søn)
- (1882-1907) P. Olesen (søn)
- (1907-1909) Christian Ligaard
- (1909-1923) Knud Rasmussen / C. Hvingelgaard
- (1923-1939) Christen Rahbek
- (1939-1977) Laurits Betania Rahbek (søn)
- (1977-2005) Johannes C. Rahbek (søn)
- (2005-2008) Johannes C. Rahbek / Eva Rahbek
- (2008-2017) Eva Rahbek
- (2017 - nu ) Olfert Rahbek